# Katherine Langford
Katherine Jade Langford (Perth, 29 aprile 1996) è un'attrice australiana.
È principalmente conosciuta per il ruolo di Hannah Baker nella serie televisiva Tredici di Netflix, con il quale ha ottenuto il plauso della critica, ricevendo la sua prima candidatura ai Golden Globe.

## Biografia
Katherine Langford è nata a Perth, nell'Australia occidentale e cresciuta a Applecross, un sobborgo lungo il fiume di Perth. È la figlia maggiore di Elizabeth Green, pediatra, e Stephen Langford, medico a bordo di aeroambulanze e direttore dei servizi medici presso il Royal Flying Doctor Service, ha una sorella più piccola anche lei attrice, Josephine Langford.
Katherine Langford iniziò le lezioni di canto con Heidi Lake nel 2005 e ricevette una formazione vocale classica, jazz e contemporanea. Le è stato offerto un posto alla Perth Modern School per i suoi alti voti, dove ha studiato musica e teatro, inoltre era capitano della squadra di nuoto di livello nazionale.
Inizialmente, durante il liceo, Katherine Langford era interessata alla medicina e alla politica, oltre al teatro musicale. Nel 2012, una sedicenne Katherine ha assistito a un concerto di Lady Gaga, il The Born This Way Ball, grazie al quale ha voluto imparare a suonare il piano. Ha condiviso video di se stessa che cantava tre canzoni originali: "I Got a Crush on Zoe Bosch", "Young and Stupid" e "3 Words". "Young and Stupid" è una canzone anti-suicidio che ha scritto nel 2013 dopo che tre adolescenti di Perth si sono suicidate. Per il suo ultimo anno alla Perth Modern, Katherine ha smesso di nuotare e si è dedicata alla musica e all'esibizione. Katherine Langford è apparsa nella produzione scolastica di Hotel Sorrento nel 2013 e si è diplomata lo stesso anno.
Dopo il diploma, Katherine ha desiderato diventare un'attrice. È stata però respinta da ogni scuola di recitazione a cui si è candidata, per il fatto che era troppo giovane e non aveva abbastanza esperienza nel campo. Ciò la portò a iscriversi a corsi di recitazione e seminari a Perth, destreggiarsi tra lavori part-time e in seguito trovarsi un agente. Dal 2014 al 2015, Katherine ha studiato alla Principal Academy of Dance & Theatre Arts, laureandosi in Music Theatre, ed è apparsa in una produzione di Godspell. È stata quindi una delle cinque selezionate per partecipare al National Institute of Dramatic Arts Advanced Actors Residency nel 2015. Nello stesso anno, si è formata presso la Nicholson's Academy of Screen Acting e ha interpretato il ruolo dell'amante di Juan Perón nella produzione 2015 di Evita. Le è stato offerto un posto nel programma di Bachelor of Arts in recitazione presso l'Accademia delle arti dello spettacolo dell'Australia occidentale e intendeva iniziare gli studi nel 2016. Tuttavia, non si è mai iscritta e ha invece svolto ruoli professionali.

## Carriera

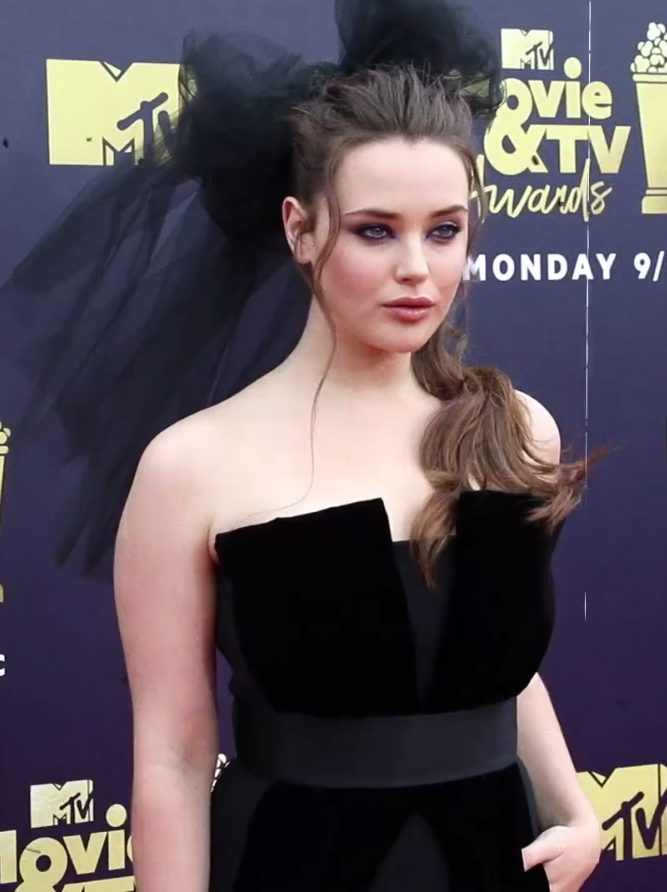
Katherine Langford agli MTV Movie & TV Awards 2018

Langford è apparsa per la prima volta in diversi piccoli film indipendenti, tra cui Story of Miss Oxygen (2015), Imperfect Quadrant (2016) e Daughter (2016). Ha interpretato il personaggio principale di Daughter, che ha debuttato al Festival di Cannes 2016. Nel 2016, dopo aver rifiutato l'offerta della Western Australian Academy of Performing Arts, Langford fece un provino per Will, una serie televisiva incentrata sulla giovane vita di William Shakespeare. Non ha ottenuto il ruolo, che è stato invece assegnato a Olivia DeJonge.
Langford ha fatto il provino per il ruolo della studentessa americana del liceo Hannah Baker nella serie TV per adolescenti 13 Reasons Why, su Skype. Aveva solo 10 giorni per ottenere un visto O-1 dato che non aveva mai lavorato negli Stati Uniti. Ha ricevuto il plauso della critica per il suo lavoro nello show. Langford ha studiato il ruolo, parlando con un rappresentante della campagna di sensibilizzazione sull'abuso sessuale "It's On Us" e uno psichiatra specializzato in adolescenza. Nel dicembre 2016, ha firmato con l'agenzia William Morris Endeavour. Langford ha ripreso il ruolo nella seconda stagione della serie, pubblicata il 18 maggio 2018. Il 25 maggio 2018, Langford ha confermato che non tornerà come Hannah Baker nella terza stagione della serie.
Langford ha debuttato nel suo primo lungometraggio, "The Misguided", una commedia indipendente diretta da Shannon Alexander, che è stato presentato per la prima volta nel gennaio 2018. Ha inoltre interpretato nel ruolo di Leah nel film "Love, Simon" del 2018, un adattamento dell'omonimo romanzo di per giovani adulti scritto da Becky Albertalli.
Il 12 settembre 2018, è stato annunciato che Langford era stata scelta per l'imminente serie televisiva web Cursed. Ambientato in un mondo arturiano reinventato, Langford interpreterà Nimue, una ragazza destinata a diventare la Dama del Lago. La serie è basata sul romanzo omonimo di Frank Miller e Tom Wheeler e sarà presentata in anteprima su Netflix nel 2019. La serie è stata poi rilasciata sulla piattaforma nel 2020.
Nell'ottobre 2018, ha preso parte nelle riprese di Avengers: Endgame. Tuttavia, le sue scene sono state eliminate dal film finale, con i fratelli Russo che rivelano che Langford era stata scelta come una versione adolescente della figlia di Tony Stark, Morgan. La sua scena è stata rimossa poiché il cambiamento degli attori ha confuso il pubblico e i registi hanno capito che non c'era alcun legame emotivo con la versione precedente del personaggio.

## Filmografia

### Attrice

#### Cinema
- The Misguided, regia di Shannon Alexander (2018)
- Tuo, Simon (Love, Simon), regia di Greg Berlanti (2018)
- Cena con delitto - Knives Out (Knives Out), regia di Rian Johnson (2019)
- Spontaneous, regia di Brian Duffield (2020)

#### Televisione
- Tredici (13 Reasons Why) – serie TV, 26 episodi (2017-2018, 2020)
- RuPaul's Drag Race – reality show, episodio 11x10 (2019)
- Cursed – serie TV, 10 episodi (2020)
- Savage Rider – serie TV, 6 episodi (2022)

#### Cortometraggi
- Story of Miss Oxygen, regia di Rakib Erick (2015)
- Imperfect Quadrant, regia di Pann MuruJaiyan (2016)
- Daughter, regia di Sarah Portelli (2016)

### Doppiatrice
- Robot Chicken – serie TV, episodio 9x19 (2018)

## Riconoscimenti
- Golden Globe
  - 2018 – Candidatura alla miglior attrice in una serie drammatica per Tredici
- MTV Movie & TV Awards
  - 2018 – Candidatura alla miglior performance in una serie per Tredici
- Satellite Award
  - 2018 – Candidatura alla miglior attrice in una serie drammatica per Tredici

## Doppiatrici italiane
Nelle versioni in italiano delle opere in cui ha recitato, Katherine Langford è stata doppiata da:
- Emanuela Ionica in Tuo, Simon, Cena con delitto - Knives Out, Cursed
- Martina Felli in Tredici
- Lavinia Paladino in Spontaneous- Una storia d’amore esplosiva